# 杜の都信用金庫
杜の都信用金庫（もりのみやこしんようきんこ、英語：Mori No Miyako Shinkin Bank）は、宮城県仙台市青葉区に本店を置く信用金庫である。

## 概要
2005年7月19日、仙台信用金庫（本店：仙台市青葉区）と塩竈信用金庫（本店：塩竈市尾島町）が対等合併して発足した（存続法人は仙台信用金庫で、塩竈信用金庫は法的には仙台信用金庫に吸収合併されて解散）。名称は一般公募され約2千件の応募から最も多かった「杜の都」と緑が多い地域社会にという思いを込め、杜の都信用金庫とした。この合併は、東北全体の信用金庫の再編の口火を切ったとされる。
帝国データバンク仙台支店が発表した2017年10月時点での県内企業におけるメインバンクの実態に関する調査結果において杜の都信金は、1位である七十七銀行の56.04%、2位である仙台銀行の12.56%に次ぐ3位で、6.29%のシェアを県内において占めている。

## 店舗展開

### 本店・本部の再開発関連
2007年12月17日、仙台市役所近隣に所在した本店営業部を置く本部ビルが老朽化したため、広瀬通沿いに建設した地上8階、地下1階の中央支店本部ビルで本部業務を開始し、翌年1月15日、1階で中央支店が営業を開始した。
2008年には、旧本部ビルの建物と土地を売却の上、建設されるビルの1階に本店営業部を入居させることを条件にした競争入札を実施。NTT都市開発が落札した。同年秋にはビル建設が着工され、2009年10月13日には竣工した地上7階、地下1階からなるアーバンネット定禅寺ビル1階で本店営業部は営業を開始した。

### 本店ビル完成
本店営業部を置いていたアーバンネット定禅寺ビルの賃借契約期限を2019年に迎えることなどを踏まえ、杜の都信金は業務効率化や顧客に対する利便性確保を狙い、東京エレクトロンホール宮城（青葉区国分町3丁目）の北側のビル跡地に地上6階、地下1階の新本店ビルを建設し、2019年7月8日、完成した新本店ビルでの営業を開始した。これに伴い、アーバンネット定禅寺ビルから本店営業部は撤退し、中央支店本部ビルから本部機能が新本店ビルに移った。新本店ビルは1階に本店営業部、2階に約300人が入るホールを設置したほか、ATMを4台設置した。

### 塩竈営業部
旧塩竈信金本店は現在の塩竈営業部の位置に所在したが、現在の塩竈営業部は旧仙台信用金庫の塩竈支店が合併と同時に同所に移転し、その際同時に旧塩竈信金本店・同中央支店を統合した上で営業部に昇格している。従って、塩竈営業部は、口座勘定および組織としては旧塩竈信金の本店をそのまま継承した店舗ではない。

## 沿革
- 1931年（昭和6年） - 有限責任塩竈信用組合として設立。
- 1932年（昭和7年） - 仙台信用組合として設立。
- 1943年（昭和18年） - 市街地信用組合法により塩竈信用組合に組織変更。
- 1950年（昭和25年） - 中小企業共同組合法により塩竈信用組合に組織変更。
- 1951年（昭和26年） 
  - 仙台信用組合を仙台信用金庫に組織変更。
  - 塩竈信用組合を塩竈信用金庫に組織変更。
- 1998年（平成10年） - 仙台信用金庫が德陽シティ銀行岩切支店を、塩竈信用金庫が同行塩竈支店の営業譲渡をされる。
- 2002年（平成14年）6月17日 -2001年11月に経営破綻した宮城県中央信用組合の正常債権などが仙台信用金庫と宮城第一信用金庫に事業譲渡される[8]。
- 2005年（平成17年）7月19日 - 仙台信用金庫が塩竈信用金庫と合併し、杜の都信用金庫に改称。
- 2006年（平成18年） - 西多賀支店が西多賀営業部に改称。
- 2007年（平成19年）12月17日 - 新築した中央支店ビル内に本部機能を移設。
- 2008年（平成20年） - 本店営業部の仮店舗を仙台第一生命タワービルディングの3Fに設置し、空中店舗化。
- 2009年（平成21年） 
  - 4月1日 - 宮城県から加瀬沼公園の命名権を取得し、同公園の愛称が『杜の都信用金庫「モリリン加瀬沼公園」』となる[9]。
  - 杜の都信金を含む県内5信用金庫と七十七銀行・仙台銀行相互間によるATM出金手数料無料提携「みやぎネット」を開始。
  - 10月13日 - 旧本店ビル跡地に新築されたアーバンネット定禅寺ビルで本店営業部が営業を開始。
- 2013年（平成25年）5月27日 - 東日本大震災で被災したことに伴う抜本的な対策としての建替実施に伴い、北仙台支店を本店営業部内にブランチインブランチ化。
- 2014年（平成25年）3月17日 - 北仙台支店を原位置に新築の上再開。
- 2015年（平成26年）9月14日 - 住吉台支店を泉中山支店に統合[10]。
- 2017年（平成29年）5月15日 - 原町支店を卸町支店の位置に移転し、ブランチインブランチ化。卸町支店原町出張所（店舗外ATM）を設置。
- 2019年（平成31年/令和元年）
  - 4月1日 - 卸町支店原町出張所（店舗外ATM）の廃止にともない、原町支店の電話番号を移転前から使用していた番号から変更。
  - 7月8日 - 新本店ビルでの営業開始。
  - 10月15日 - 原町支店を同居先である卸町支店に統合。
- 2020年（令和2年）4月13日 - 古川支店を新築移転。
- 2021年（令和3年）2月22日 - 中央支店を本店営業部に統合。

## totoの払い戻し店
スポーツ振興くじ（toto）の払い戻し店は以下の店舗で行う。
| - 本店営業部 - 中央支店 - 長町支店 | - 卸町支店 - 西多賀営業部 - 泉中山支店 | - 古川支店 - 塩竈営業部 - 七郷支店 | - 黒松駅前支店 - 泉中央支店 - 西中田支店 | - 岩切支店 - 多賀城支店 - 北支店 |

## ギャラリー

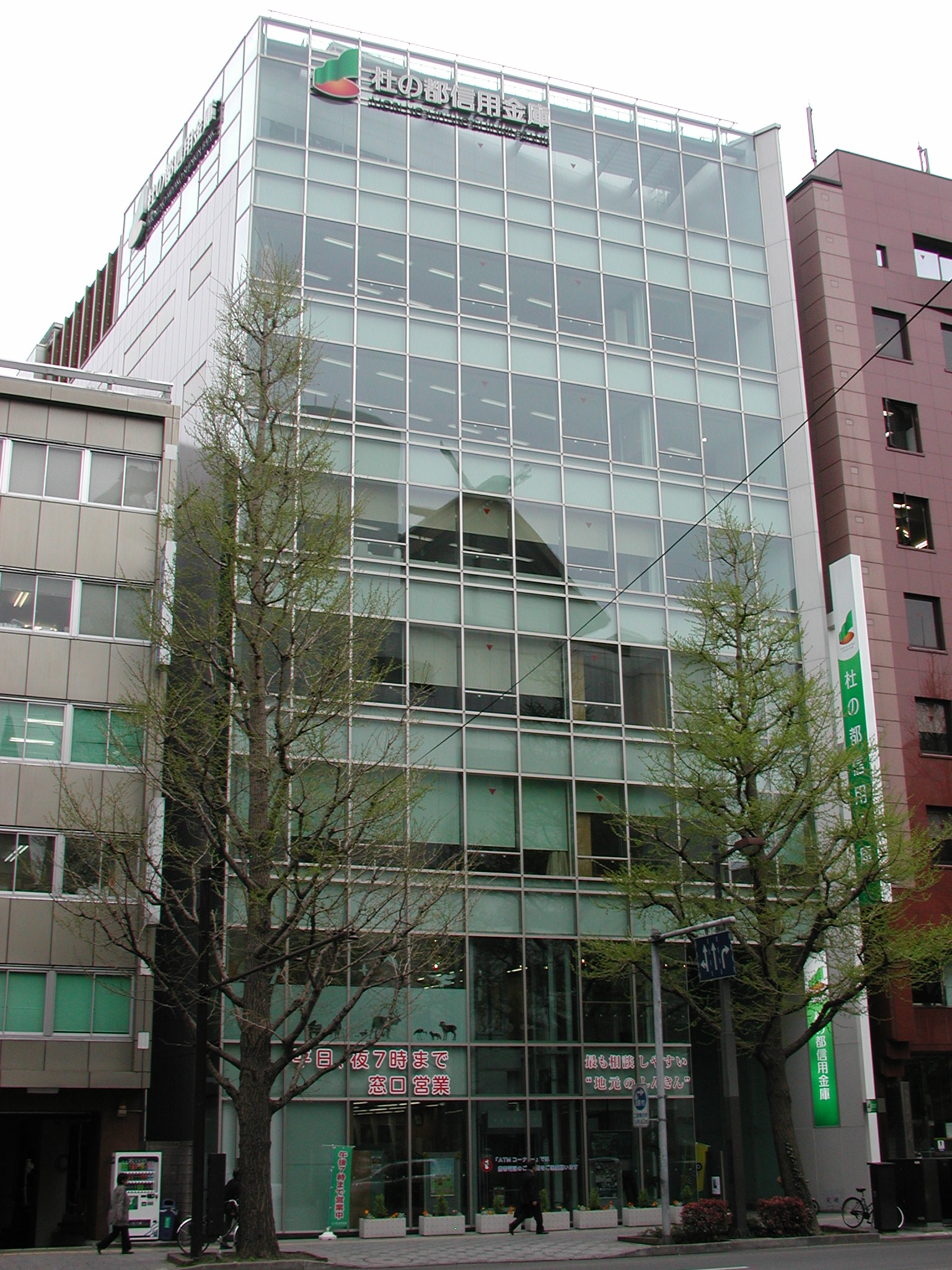
旧・中央支店 （2009年4月撮影）
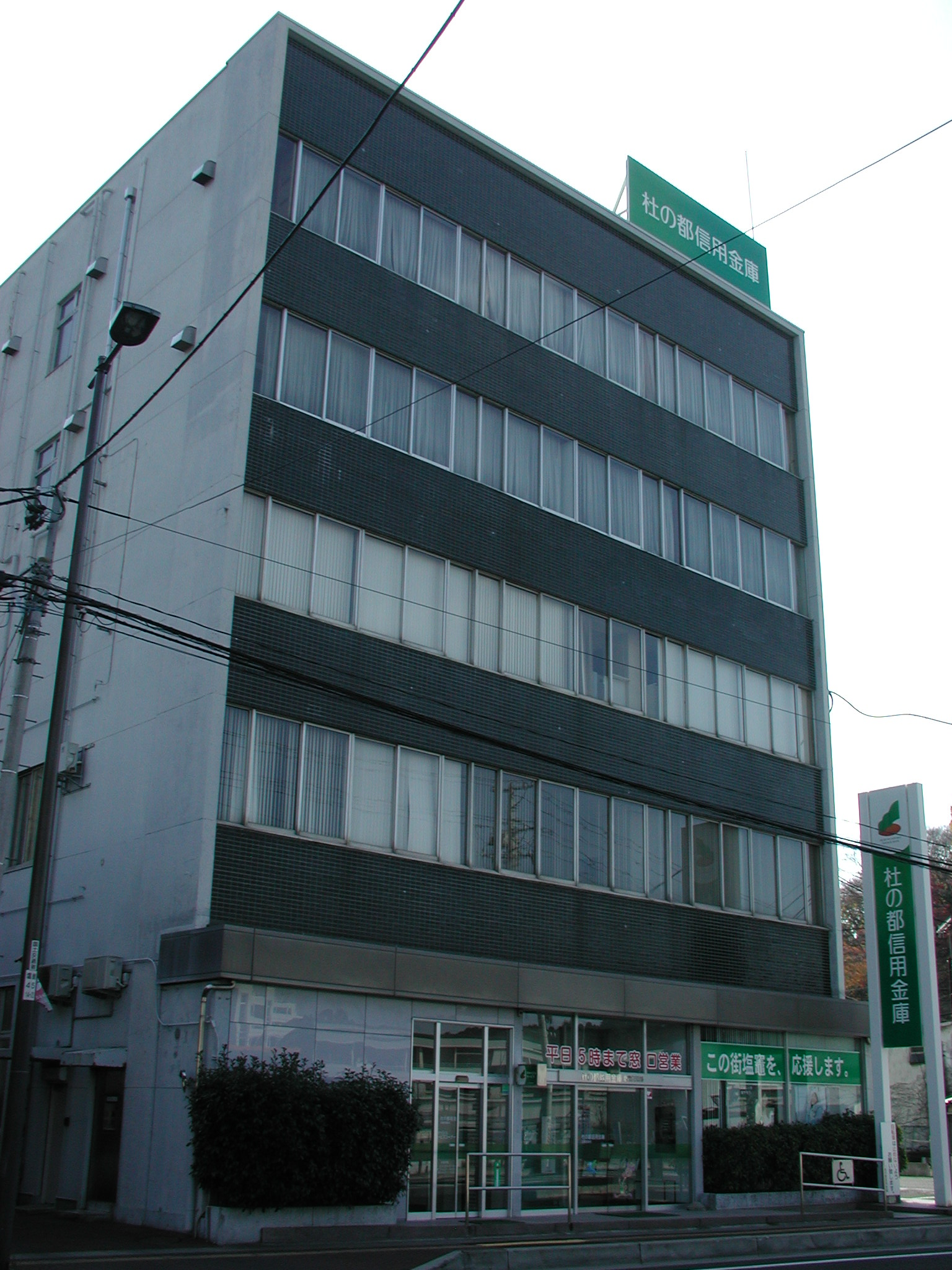
塩竈営業部 （2009年11月撮影）
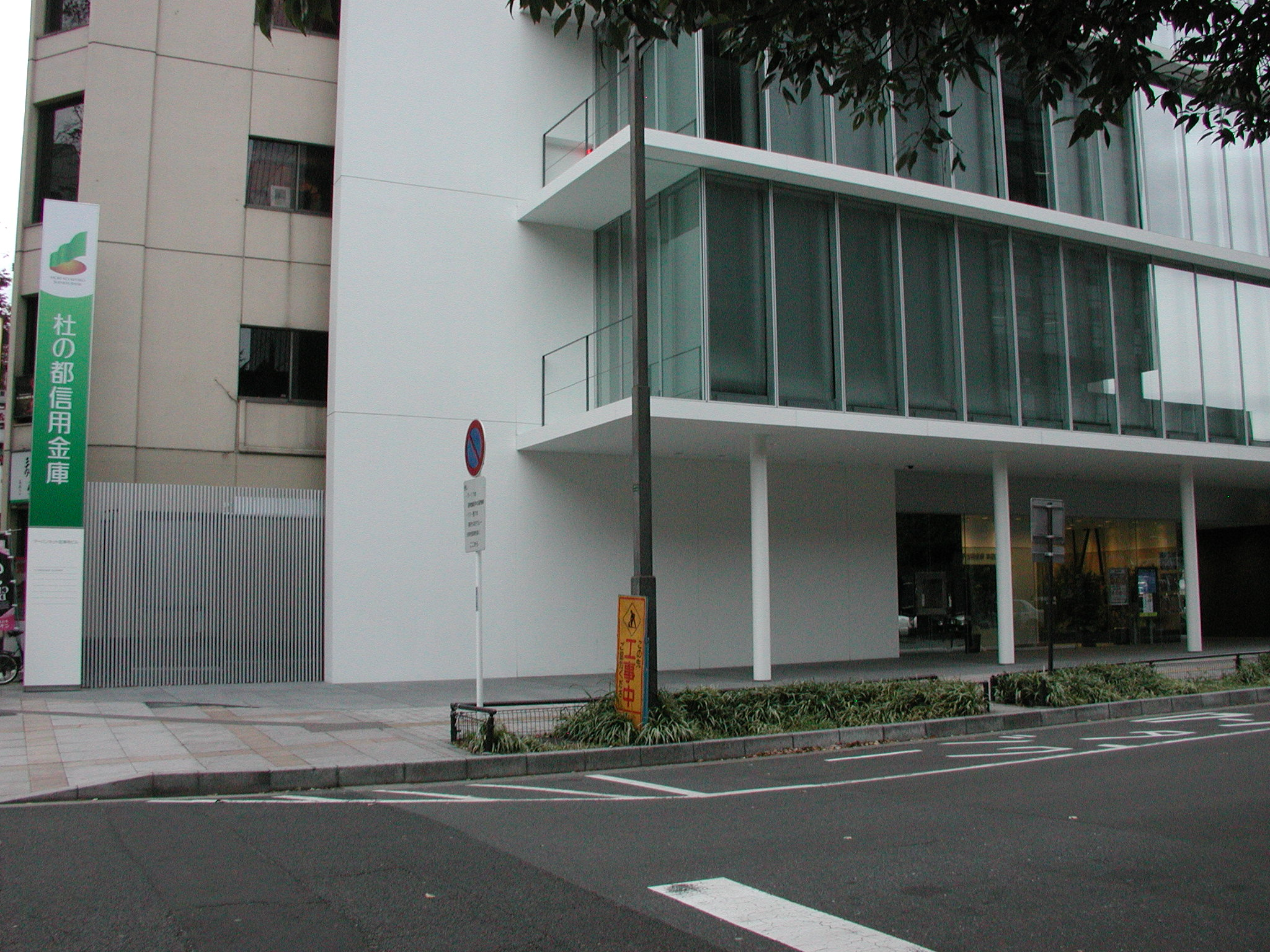
本店営業部旧店舗 （2009年11月撮影）